# Reakcja Mannicha
Reakcja Mannicha – reakcja chemiczna wprowadzania grupy aminometylowej do związków zawierających aktywny atom wodoru poprzez reakcję z formaldehydem i aminą. Może być katalizowana kwasowo lub zasadowo. Opublikowana została po raz pierwszy w roku 1912 przez Carla Mannicha i W. Kröschego.

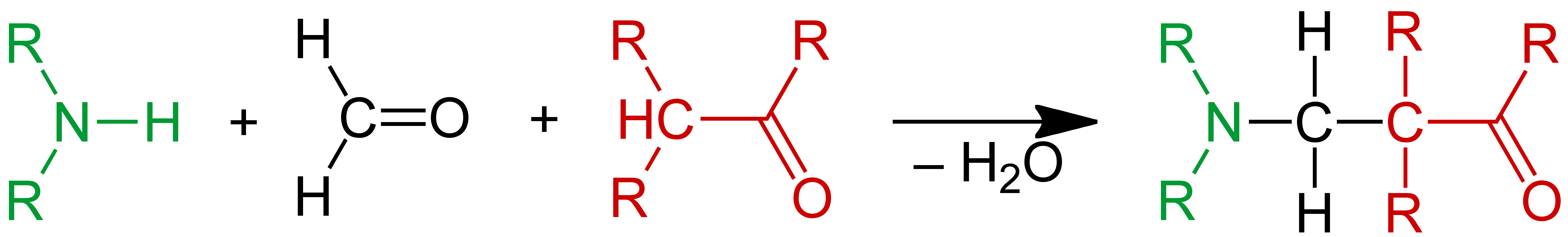
Reakcja Mannicha dla aminy II-rz., formaldehydu i związku karbonylowego zawierającego proton w pozycji α

## Mechanizm i substraty
Pierwszym etapem jest addycja aminy do formaldehydu, prowadząca do N-hydroksymetyloaminy. W środowisku kwaśnym związek ten ulega dehydratacji, z utworzeniem soli iminiowej, którą dla niektórych amin można wydzielić. Następnym etapem jest atak nukleofila, po którym następuje regeneracja katalizatora kwasowego. Reakcja w tym wariancie przebiega według schematu:

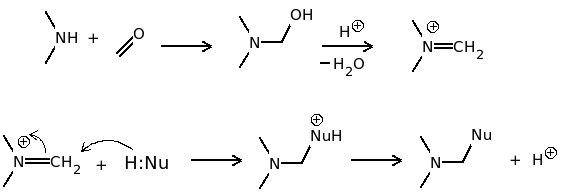
Mechanizm reakcji Mannicha katalizowanej kwasem. H:Nu oznacza sprotonowaną formę nukleofila

Powstały produkt jest nazywany zasadą Mannicha. Nukleofilem w tej reakcji może być bardzo wiele związków, np.: 
- alifatyczne i aromatyczne ketony metylowe
- aldehydy
- nitroalkany
- nitryle alifatyczne
- malonian dietylu (bardzo dobry prekursor karboanionów)

W wyniku tej reakcji powstaje nowe wiązanie węgiel-węgiel, choć reakcja Mannicha może prowadzić także do nowych wiązań węgiel-heteroatom, jeśli zastosuje się odpowiednie substraty, np.:
- alkohol – nowe wiązanie C−O
- tiol – nowe wiązanie C−S
- kwas fosforawy – nowe wiązanie C−P

Zamiast aminy drugorzędowej można zastosować aminę pierwszorzędową lub amoniak, co jednak komplikuje sytuację (patrz niżej).

## Produkty reakcji
W podanym powyżej schemacie zastosowano związki zawierające tylko po jednej grupie funkcyjnej. Zastosowanie związków dwu- lub więcej-funkcyjnych prowadzi do bardziej skomplikowanych produktów. Na przykład, jeżeli zamiast aminy drugorzędowej zastosuje się amoniak (NH3), to powstały produkt alkilowania reaguje dalej, tworząc kolejno produkt bis- i tris-addycji: 
H2N−CH2−Nu → HN(CH2−Nu)2 → N(CH2−Nu)3
Ostatecznym produktem jest w tym przypadku amina trzeciorzędowa, produkt tris-addycji. Jednak nie jest to wcale najbardziej skomplikowany przypadek. Jeżeli zamiast formaldehydu użyć glioksalu (dimeru formaldehydu), albo innego aldehydu posiadającego więcej niż jedną grupę aldehydową, to można otrzymać polimery. Dodatkowo można zastosować nukleofil o kilku miejscach reaktywnych jak na przykład glikol. Stwarza to możliwość syntezy za pomocą reakcji Mannicha polimerów statystycznych, wielokrotnie rozgałęzionych. 
Jeżeli istnieje potrzeba zatrzymania reakcji na etapie mono- lub bis-addycji, to można  uprzednio zablokować którąś z grup, aby po przeprowadzeniu reakcji Mannicha ją odblokować. Wielokrotne cykle blokowania i odblokowywania grup funkcyjnych w tej reakcji umożliwiają otrzymywanie z jej użyciem regularnych dendrymerów.

## Podsumowanie
Reakcja Mannicha daje duże możliwości syntezy wielu związków organicznych. Możliwe spektrum substratów jest bardzo szerokie, a reakcja nie wymaga skomplikowanych katalizatorów i jest przeprowadzana w środowisku wodnym. Niektóre warianty tej reakcji z ograniczonymi zestawami substratów uzyskały swoje własne nazwy. Przykładem może być reakcja amin z formaldehydem i kwasem fosfonowym (reakcja Moedritzera-Iraniego) lub jego diestrami, H-fosfonianami (reakcja Kabachnika–Fieldsa): 